# 590 هـ
590 هـ هي سنة في التقويم الهجري امتدت مقابلةً في التقويم الميلادي بين سنتي 1194 و1194.

## مواليد
- أفضل الدين الخونجي

## وفيات
- سلامة الأنباري
- إمام القراء الشاطبي